# Catherine Corsini
Catherine Corsini (* 18. května 1956 Dreux) je francouzská filmová režisérka a scenáristka. Svůj první film La mésange natočila v roce 1982. Za svůj film Ambiciózní z roku 2006 získala ocenění na festivalu Alpe d'Huez International Comedy Film Festival. Její film Trois mondes z roku 2012 byl oceněn na Philadelphia Film Festival.

## Filmografie
- La mésange (1982)
- Ballades (1983)
- Nuit de Chine (1986)
- Poker (1988)
- Interdit d'amour (1992)
- Zamilovaní (1994)
- Jeunesse sans Dieu (1996)
- Denis (1998)
- La nouvelle Ève (1999)
- Mohammed (2001)
- Pas d'histoires! (2001)
- La répétition (2001)
- Mariées mais pas trop (2003)
- Ambiciózní (2006)
- Rozchod (2009)
- Trois mondes (2012)
- La belle saison (2015)